# Kaniewo (Rosja)
Kaniewo (ros. Канево) – wieś w Rosji, w rejonie grazowieckim obwodu wołogodzkiego. W 2002 liczyła 6 mieszkańców, z kolei w 2010 populacja miejscowości wynosiła 3 osoby.